# Franceville

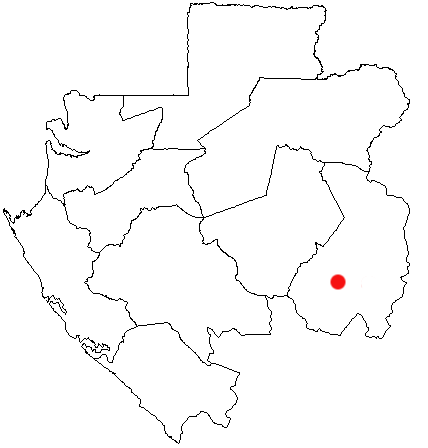
GA-Franceville.

Franceville é a terceira maior cidade do Gabão e a capital da província de Haut-Ogooué. No último censo realizado em 1993 a cidade possuía 31.183 habitantes. Franceville é banhada pelo rio Mpassa.
- Latitude: (DMS) 1°37´60"S
- Longitude: (DMS) 13°34´60"E
- Altitude: 333 metros